# David Ige
David Yutaka Ige, né le 15 janvier 1957 à Pearl City (Hawaï), est un homme politique américain, membre du Parti démocrate. Il est membre de la Chambre des représentants d'Hawaï de 1985 à 1995 puis du Sénat d'Hawaï de 1995 à 2014 et gouverneur d'Hawaï de 2014 à 2022.

## Biographie

### Origines familiales
David Ige naît de Tokio et Tsurue Ige, issus de l'immigration japonaise, à Pearl City, où il grandit. Il est le cinquième de six enfants. Lors de la Seconde Guerre mondiale, son père est engagé dans l'armée américaine qui subit les attaques japonaises à Hawaï ; il reçoit la Purple Heart pour actes de bravoure. Après la guerre, il travaille dans la production d'acier.

### Engagement politique

#### Législature d'État
Membre de la Chambre des représentants d'Hawaï de 1985 à 1995, Ige est ensuite élu au Sénat de l'État jusqu'en 2014.
En 2014, il se présente au poste de gouverneur d'Hawaï face au démocrate sortant Neil Abercrombie, peu populaire. Durant la campagne Abercrombie dépense dix fois plus d'argent qu'Ige et reçoit le soutien du président Barack Obama,. Ige remporte cependant la primaire avec 66 % des voix contre 31 % pour le sortant, première fois qu'un gouverneur hawaïen est battu lors d'une primaire et deuxième fois qu'un gouverneur n'est pas réélu.

#### Gouverneur d'Hawaï
Ige est élu gouverneur lors des élections de 2014 avec 49 % des suffrages, devant le républicain Duke Aiona (37 %), l'indépendant Mufi Hannemann (12 %) et le libertarien Jeff Davis (2 %). Il succède à Abercrombie le 1er décembre suivant.
Le 13 janvier 2018, dans un contexte de tensions entre les États-Unis et la Corée du Nord, un message d'alerte concernant une attaque par missile est envoyé à tous les habitants d'Hawaï, provoquant la panique à travers l'archipel. Le gouverneur met plus de 38 minutes avant d'annoncer qu'il s'agit d'une erreur.
À la suite de cet événement, Ige se trouve distancé dans les sondages par la représentante fédérale démocrate Colleen Hanabusa, qui se présente face à lui au poste de gouverneur. Hanabusa est soutenue par quelques personnalités de renom, notamment l'autre représentante fédérale de l'archipel, Tulsi Gabbard, et l'ancien lieutenant-gouverneur Shan Tsutsui, élu au côté d'Ige en 2014 et démissionnaire en raison de son opposition à la politique menée par ce dernier. Au fil des mois, la colère concernant la fausse alerte se calme et Ige est crédité pour sa gestion des inondations à Kauai et des éruptions du Kīlauea. Il reprend la tête des sondages en juillet et remporte la primaire démocrate avec 50 % des suffrages contre 44 % pour Hanabusa.
Lors de l'élection du 6 novembre suivant, il est reconduit pour un second mandat par 62,7 % des voix contre 33,7 % à son adversaire républicaine Andria Tupola.